# Black Sheep Boy
Black Sheep Boy är ett musikalbum med indiebandet Okkervil River. Det utkom 2005 och är bandets tredje album.

## Låtlista
1. "Black Sheep Boy" – 1:18
2. "For Real" – 4:42
3. "In a Radio Song" – 5:39
4. "Black" – 4:39
5. "Get Big" – 3:55
6. "A King and a Queen" – 3:22
7. "A Stone" – 5:23
8. "The Latest Toughs" – 3:11
9. "Song of Our So-Called Friend" – 3:23
10. "So Come Back, I'm Waiting" – 8:03
11. "A Glow" – 3:43